# Лиляна Видева
Лиляна Видева е български треньор по лека атлетика.

## Биография
Завършва ВИФ през 1986 г. със специалност лека атлетика. Първите стъпки в професията прави през 1987 г. в ЦСКА. Най-големите успехи като треньор са свързани с Петър Дачев, Мирела Демирева, Петя Дачева, Яна Касова, кубинецът Вилфредо Мартинес както и много други състезатели с призови места на републикански, балкански и международни турнири.
През 2009 г. Лиляна Видева е наградена от европейската атлетика за една от 24-те наставнички в Европа, които получават приза за лидерска роля при жените.
Понастоящем Видева е треньор към АК Павел Павлов.
Дъщеря на Лиляна Видева е спортната журналистка и олимпийски репортер Валерия Видева.